# Elecciones generales de Sierra Leona de 1962
Las elecciones generales de Sierra Leona se llevaron a cabo en mayo de 1962, siendo las primeras desde la independencia del país del Reino Unido, y las primeras con sufragio universal. Fueron ganadas por el Partido Popular de Sierra Leona, que obtuvo 28 de los 74 escaños del parlamento. Milton Margai mantuvo su cargo de Primer ministro, que ocupaba desde antes de la independencia. Sin embargo, no pudo completar su mandato, debido a que murió en 1964 antes del fin de la legislatura.
Un total de 216 candidatos presentó a las 62 plazas, de las cuales siete fueron ganados sin oposición; cuatro por el SLPP, dos por el Congreso de Todo el Pueblo (APC) y uno por uno independiente. El SLPP nominó 59 candidatos, el APC 32, y el Movimiento de Independencia Progresiva de Sierra Leona y el Partido Progresista Unido cuatro cada uno. Los otros 117 candidatos eran independientes. Estos obtuvieron más votos que el Partido Popular, aunque solo 14 independientes fueron elegidos.

## Resultados
| Partido                                                   | Votos   | %     | Escaños | +/−   |
| --------------------------------------------------------- | ------- | ----- | ------- | ----- |
| Partido Popular de Sierra Leona                           | 230.118 | 34.67 | 28      | +4    |
| Congreso de Todo el Pueblo                                | 114.333 | 17.23 | 16      | Nuevo |
| Movimiento de la Independencia Progresiva de Sierra Leona | 34.839  | 5.25  | 4       | Nuevo |
| Partido Progresista Unido                                 | 1.660   | 0.25  | 0       | −5    |
| Independientes                                            | 282.724 | 42.60 | 14      | +4    |
| Designados por los Jefes Supremos Tribales                | −       | −     | 12      | 0     |
| Total                                                     | 663.674 | 100   | 74      | +13   |
| Fuente: Nohlen et al.                                     |         |       |         |       |